# ザ・コンプリート・オン・ザ・コーナー・セッションズ
| 専門評論家によるレビュー | 専門評論家によるレビュー |
| レビュー・スコア         | レビュー・スコア         |
| 出典                     | 評価                     |
| ------------------------ | ------------------------ |
| Allmusic                 | [ 1 ]                    |
| BBC                      | (favorable)              |
| Music Box                | [ 3 ]                    |
| Pitchfork Media          | (9.2/10)                 |
| Rolling Stone            | [ 5 ]                    |

『ザ・コンプリート・オン・ザ・コーナー・セッションズ』 (The Complete On The Corner Sessions) は、マイルス・デイヴィスの死後、2007年10月2日にコロムビア・レコードから発売された6枚組ボックス・セットである。
1972年-1975年の音源をコンパイルしており、2ダースに及ぶミュージシャンの演奏を含んでいる。
ニューヨーク東49番街52丁目のコロンビア・スタジオEおよびスタジオBで、1972年3月9日; 1972年6月1日; 1972年6月6日; 1972年6月12日; 1972年8月23日; 1972年9月6日; 1972年12月8日; 1973年1月4日; 1973年7月26日; 1973年9月17日; 1973年9月18日; 1974年6月19日; 1974年10月7日; 1974年11月6日; 1975年5月5日に録音された。
コロムビア・レコードは1950年代から1970年代までの録音を、10ボックスを発売してきた。これらには他のコロムビアのアルバムでは未使用の素材が含まれていた。
『ザ・コンプリート・イン・ア・サイレント・ウェイ・セッション』『ザ・コンプリート・ビッチェズ・ブリュー・セッションズ』『ザ・コンプリート・ジャック・ジョンソン・セッション』『ザ・セラー・ドア・セッションズ1970』に続く今作は、ファンク / ジャズ・フュージョンのアルバム『オン・ザ・コーナー』音源を中心にしている。
彼のバンドは、ジャズだけでなくジェームス・ブラウンやスライ・ストーンの新しいサウンドを習得したミュージシャンで構成されていた。
今作には6時間以上の音楽が含まれている。
12曲は完全未発表。別の5曲は完全な形では初収録のもの。
『オン・ザ・コーナー』『ビッグ・ファン』『ゲット・アップ・ウィズ・イット』といったアルバムに絡んだ16のセッションから採られた。
これらのレコーディングに参加しているのはチック・コリア、ハービー・ハンコック、ジョン・マクラフリン、ジャック・ディジョネット、ビリー・ハートなど。
6枚組CDのデラックス·エディションには、120ページのフル・カラー・ブックレットが付き、ライナーノーツやプロデューサー・ボブ・ベルデン/ジャーナリスト・トム・テレル/作編曲家ポール・バックマスターのエッセイ、珍しい写真、新しいイラストが含まれた。

## 曲目リスト
ディスク：1
- オン・ザ・コーナー（1972年6月1日未編集マスター）
- オン・ザ・コーナー（テイク4、1972年6月1日）
- ワン・アンド・ワン（未編集のマスター、1972年6月6日）
- ヘレン・ビュート/ ミスター・フリーダムX（未編集のマスター、1972年6月6日）
- ジャバリ（1972年6月12日）

2007年にリチャード·キング、ボブベルデンがリミックスした。
ディスク：2
- イーフェ（1972年6月12日） - 9:33
- チーフテイン（1972年8月23日） - 14:37
- レイテッドX（1972年9月6日） - 6:50
- ターンアラウンド（1972年11月29日） - 5:16
- U-ターンアラウンド（1972年11月録音） - 8:27

ディスク3
- ビリー・プレストン（1972年12月8日） - 12:33
- ザ・ヘン（1月4-5日、1973年） - 12:55
- ビッグ・ファン/ハリー-ウッド（テイク2）（1973年7月26日） - 6:32
- ビッグ・ファン/ハリー-ウッド（テイク3）（1973年7月26日） - 7:07
- ピース（1973年7月26日） - 7:01
- ミスター・フォスター（1973年9月17日）

ディスク4
- カリプソ・フレリーモ（1973年9月17日） - 32:08
- ヒー・ラヴド・ヒム・マッドリー（1974年6月19日） - 32:17

ディスク5
- メイーシャ（1974年10月7日） - 2:51
- エムトゥーメ（1974年10月7日） - 3:08
- エムトゥーメ（テイク11）（1974年10月7日） - 6:51
- ヒップ-スキップ（1974年11月6日） - 6:59
- ホワット・ゼイ・ドゥ（1974年11月6日） - 11:44
- ミニー（1975年5月5日） - 3:53

ディスク6
- レッド・チャイナ・ブルース（1972年9月3日） - 4:06
- オン・ザ・コーナー/ニューヨーク・ガール/シンキン・ワン・シング・アンド・ドゥーイン・アナザー/ヴォート・フォー・マイスル（1972年6月1日）
- ブラック・サテン（6月1日と1972年7月7日） - 5:15
- ワン・アンド・ワン（1972年6月6日） - 6:09
- ヘレン・ビュート/ ミスター・フリーダムX（マスター）（1972年6月6日） - 23:14
- ビッグ・ファン - 2:32（1972年7月26日）
- ハリー-ウッド（1972年7月26日） - 2:54

## 注意事項
- 注1：特記なき限りすべてのトラックが作曲マイルス・デイヴィス。
- 注2：未発表音源のリミックスはリチャード・キングとボブ・ベルデン。

## 構成員
- マイルス・デイヴィス - エレクトリック・トランペット、ワウワウ、オルガン、エレクトリックピアノ
- バダル・ロイ - タブラ
- ベニー・モウピン - バスクラリネット
- カルロス・ガーネット - アルトサックス、テナーサックス
- ドン・アライアス - パーカッション
- チック・コリア - シンセサイザー、エレクトリックピアノ
- コリン・ウォルコット - シタール
- デイヴ・リーブマン - ソプラノサックス、フルート
- デヴィッド・クリーマー - エレクトリックギター
- ハロルド・I・ウィリアムズ - エレクトリックピアノ、シンセサイザー
- ハービー・ハンコック - オルガン、エレクトリックピアノ、シンセサイザー
- ビリー・ハート - ドラム、ボンゴ
- ジャック・ディジョネット - ドラム
- ジェームズ・エムトゥーメ・フォアマン - パーカッション
- ジョン・マクラフリン - エレキギター
- ロニー・リストン・スミス - オルガン
- マイケル・ヘンダーソン - エレクトリックベース、ワウワウ
- ポール・バックマスター - チェロ
- セドリック・ローソン - エレクトリックピアノ
- レジー・ルーカス - エレクトリックギター
- カリル・バラクリシュナ - エレクトリックシタール
- アル・フォスター - ドラム
- ピート・コージー - エレクトリックギター
- ドミニク・ゴーモン - エレクトリックギター
- ソニー・フォーチュン - ソプラノサックス、テナーサックス、フルート
- サム・モリソン - ソプラノサックス

## 年ごとのメンバー
1972年
- マイルス・デイヴィス - エレクトリック・トランペット、ワウワウ、オルガン
- セドリック・ローソン - エレクトリックピアノ
- レジー・ルーカス - エレクトリックギター
- カリル・バラクリシュナ - エレクトリックシタール
- マイケル・ヘンダーソン - ベース
- アル・フォスター - ドラム
- ジェームズ・エムトゥーメ・フォアマン - パーカッション
- バダル・ロイ - タブラ
- ソニー・フォーチュン - フルート
- カルロス・ガーネット - ソプラノサックス

1973年
- マイルス・デイヴィス - エレクトリック・トランペット、ワウワウ、オルガン
- デイヴ・リーブマン - フルート
- ジョン・スタッブルフィールド - ソプラノサックス
- ピート・コージー - エレクトリックギター
- レジー・ルーカス - エレクトリックギター
- マイケル・ヘンダーソン - ベース
- アル・フォスター - ドラム
- ジェームズ・エムトゥーメ・フォアマン - パーカッション

1974年
- マイルス・デイヴィス - エレクトリック・トランペット、ワウワウ、オルガン
- デイヴ・リーブマン - ソプラノサックス、フルート
- ソニー・フォーチュン - フルート
- ピート・コージー - エレクトリックギター
- レジー・ルーカス - エレクトリックギター
- ドミニク・ゴーモン - エレクトリックギター
- マイケル・ヘンダーソン - ベース
- アル・フォスター - ドラム
- ジェームズ・エムトゥーメ・フォアマン - パーカッション

## 曲ごとのパフォーマー
「イーフェ」&「ジャバリ」（1972年6月12日 - コロムビアスタジオE）
- マイルス・デイヴィス - エレクトリック・トランペット、ワウワウ
- ソニー・フォーチュン - ソプラノサックス、フルート
- ベニー・モウピン - バスクラリネット
- カルロス・ガーネット - ソプラノサックス
- ロニー・リストン・スミス - ピアノ
- ハロルド・I・ウィリアムズ - ピアノ
- マイケル・ヘンダーソン - フェンダー・ベース
- アル・フォスター - ドラム
- ビリー・ハート - ドラム
- バダル・ロイ - タブラ
- ジェームズ・エムトゥーメ・フォアマン - アフリカン・パーカッション

「レイテッドX」（1972年9月6日 - コロムビアスタジオE）
- マイルス・デイヴィス - エレクトリック・トランペット、ワウワウ
- セドリック・ローソン - フェンダーローズ、エレクトリックピアノ
- レジー・ルーカス - エレクトリックギター
- カリル・バラクリシュナ - エレクトリックシタール
- マイケル・ヘンダーソン - ベース
- アル・フォスター - ドラム
- ジェームズ・エムトゥーメ・フォアマン - パーカッション
- バダル・ロイ - タブラ

「ビリー・プレストン」（1972年12月8日 - コロムビアスタジオE）
- マイルス・デイヴィス - エレクトリック・トランペット、ワウワウ
- カルロス・ガーネット - ソプラノサックス
- セドリック・ローソン - フェンダーローズ、エレクトリックピアノ
- レジー・ルーカス - エレクトリックギター
- カリル・バラクリシュナ - エレクトリックシタール
- マイケル・ヘンダーソン - ベース
- アル・フォスター - ドラム
- ジェームズ・エムトゥーメ・フォアマン - パーカッション
- バダル・ロイ - タブラ

「カリプソ・フレリーモ」（1973年9月17日 - コロムビアスタジオE）
- マイルス・デイヴィス - エレクトリック・トランペット、ワウワウ、エレクトリックピアノ、オルガン
- デイヴ・リーブマン - フルート
- ジョン・スタッブルフィールド - ソプラノサックス
- ピート・コージー - エレクトリックギター
- レジー・ルーカス - エレクトリックギター
- マイケル・ヘンダーソン - ベース
- アル・フォスター - ドラム
- ジェームズ・エムトゥーメ・フォアマン - パーカッション

「カリプソ・フレリーモ」（1973年9月17日 - コロムビアスタジオE）
- マイルス・デイヴィス - エレクトリック・トランペット、ワウワウ、エレクトリックピアノ、オルガン
- デイヴ・リーブマン - フルート
- ジョン・スタッブルフィールド - ソプラノサックス
- ピート・コージー - エレクトリックギター
- レジー・ルーカス - エレクトリックギター
- マイケル・ヘンダーソン - ベース
- アル・フォスター - ドラム
- ジェームズ・エムトゥーメ・フォアマン - パーカッション

「ヒー・ラヴド・ヒム・マッドリー」（デューク・エリントン追悼曲）（コロムビアスタジオE 1974年6月20日）
- マイルス・デイヴィス - エレクトリック・トランペット、ワウワウ、オルガン
- デイヴ・リーブマン - ソプラノサックス、フルート
- ピート・コージー - エレクトリックギター
- レジー・ルーカス - エレクトリックギター
- ドミニク・ゴーモン - エレクトリックギター
- マイケル・ヘンダーソン - ベース
- アル・フォスター - ドラム
- ジェームズ・エムトゥーメ・フォアマン - パーカッション

「エムトゥーメ」（1974年10月7日 - コロムビアスタジオE）
- マイルス・デイヴィス - エレクトリック・トランペット、ワウワウ、オルガン
- ソニー・フォーチュン - フルート
- ピート・コージー - エレクトリックギター
- レジー・ルーカス - エレクトリックギター
- マイケル・ヘンダーソン - ベース
- アル・フォスター - ドラム
- ジェームズ・エムトゥーメ・フォアマン - パーカッション

「メイーシャ」（1974年10月7日 - コロムビアスタジオE）
- マイルス・デイヴィス - エレクトリック・トランペット、ワウワウ、オルガン
- ソニー・フォーチュン - フルート
- ピート・コージー - エレクトリックギター
- レジー・ルーカス - エレクトリックギター
- ドミニク・ゴーモン - エレクトリックギター
- マイケル・ヘンダーソン - ベース
- アル・フォスター - ドラム
- ジェームズ・エムトゥーメ・フォアマン - パーカッション

## セッションごとのパフォーマー
- 1972年3月9日 マイルス・デイヴィス（TPT）; ウォーリー・チェンバース（HCA）; コーネル・デュプリー（G）; マイケル・ヘンダーソン（EL-B）; アル・フォスター（D）; バーナード・パーディ（D）; ジェームズ・エムトゥーメ・フォアマン（CGA、PERC）; ウェイド・マーカス（真鍮のARR）; ビリー·ジャクソン（リズムARR）

- 1972年6月1日 マイルス・デイヴィス（TPT）; デイヴ・リーブマン（SS）; チック・コリア（シンセ）; ハービー・ハンコック（ORG）; ハロルド・I・ウィリアムズ（EL-P）; ジョン・マクラフリン（G）; コリン・ウォルコット（シタール）; ポール・バックマスター（チェロ）; マイケル・ヘンダーソン（EL-B）; ジャック・ディジョネット（D）; ビリー・ハート（D、PERC、BGO）; ドン・アライアス（CGA、PERC）; ジェームズ・エムトゥーメ・フォアマン（CGA、PERC）; バダル・ロイ（タブラ）

- 1972年6月6日 マイルス・デイヴィス（TPT）; カルロス・ガーネット（TS、など）; ベニー・モウピン（BCL）; ハービー・ハンコック（EL-P、シンセ）; ハロルド・I・ウィリアムズ（EL-P、シンセ）; ロニー・リストン・スミス（ORG）; デヴィッド・クリーマー（G）; コリン・ウォルコット（シタール）; ポール・バックマスター（チェロ）; マイケル・ヘンダーソン（EL-B）; ジャック・ディジョネット（D、拍手）; ビリー・ハート（D、拍手）; ドン・アライアス（PERC、拍手）; ジェームズ・エムトゥーメ・フォアマン（PERC、拍手）; バダル・ロイ（タブラ、拍手）

- 1972年6月12日 マイルス・デイヴィス（TPT）; カルロス・ガーネット（SS）; ベニー・モウピン（BCL）; ロニー・リストン・スミス（ORG）; ハロルド・I・ウィリアムズ（EL-P、シンセ）; マイケル・ヘンダーソン（EL-B）; アル・フォスター（D）; ビリー・ハート（D、PERC）; ジェームズ・エムトゥーメ・フォアマン（CGA、PERC）; バダル・ロイ（タブラ）

- 1972年8月23日 マイルス・デイヴィス（TPT）; セドリック・ローソン（ORG）; レジー・ルーカス（G）; カリル・バラクリシュナ（シタール）; マイケル・ヘンダーソン（EL-B）; アル・フォスター（D）; バダル・ロイ（タブラ）; ジェームズ・エムトゥーメ・フォアマン（CGA）

- 1972年9月6日マイルス・デイヴィス（ORG）; レジー・ルーカス（G）; カリル・バラクリシュナ（シタール）; セドリック・ローソン（シンセ）; マイケル・ヘンダーソン（EL-B）; アル・フォスター（D）; ジェームズ・エムトゥーメ・フォアマン（CGA、PERC）; バダル・ロイ（タブラ）

- 1972年11月29日 マイルス・デイヴィス（TPT）; カルロス・ガーネット（SS）; セドリック・ローソン（KEYB）; レジー・ルーカス（G）; カリル・バラクリシュナ（シタール）; マイケル・ヘンダーソン（EL-B）; アル・フォスター（D）; ジェームズ・エムトゥーメ・フォアマン（CGA、PERC）; バダル・ロイ（タブラ）

- 1972年12月8日 マイルス・デイヴィス（ORG）; カルロス・ガーネット（SS）; セドリック・ローソン（KEYB）; レジー・ルーカス（G）; カリル・バラクリシュナ（シタール）; マイケル・ヘンダーソン（EL-B）; アル・フォスター（D）; ジェームズ・エムトゥーメ・フォアマン（CGA、PERC）; バダル・ロイ（タブラ）

- 1973年1月4日 マイルス・デイヴィス（TPT）; デイヴ・リーブマン（SS）; セドリック・ローソン（KEYB）; レジー・ルーカス（G）; カリル・バラクリシュナ（シタール）; マイケル・ヘンダーソン（EL-B）; アル・フォスター（D）; ジェームズ・エムトゥーメ・フォアマン（CGA、PERC）; バダル・ロイ（タブラ）

- 1973年7月26日 マイルス・デイヴィス（TPT、ORG）; デイヴ・リーブマン（SS、FL）; ピート・コージー（G）; レジー・ルーカス（G）; マイケル・ヘンダーソン（EL-B）; アル・フォスター（D）; ジェームズ・エムトゥーメ・フォアマン（CGA、PERC）

- 1973年9月17日 マイルス・デイヴィス（TPT、ORG）; デイヴ・リーブマン（TS、FL）; ジョン・スタブルフィールド（SS）; ピート・コージー（G）; レジー・ルーカス（G）; マイケル・ヘンダーソン（EL-B）; アル・フォスター（D）; ジェームズ・エムトゥーメ・フォアマン（CGA、PERC）

- 1973年9月18日 マイルス・デイヴィス（TPT、ORG）; デイヴ・リーブマン（TS）; ピート・コージー（G）; レジー・ルーカス（G）; マイケル・ヘンダーソン（EL-B）; アル・フォスター（D）; ジェームズ・エムトゥーメ・フォアマン（CGA）

- 1974年6月19日 マイルス・デイヴィス（TPT、ORG）; デイヴ・リーブマン（FL）; ピート・コージー（G）; レジー・ルーカス（G）; ドミニク・ゴーモン（G）; マイケル・ヘンダーソン（EL-B）; アル・フォスター（D）; ジェームズ・ムトゥーメ・フォアマン（CGA、PERC）

- 1974年10月7日 マイルス・デイヴィス（TPT、ORG）; ソニー・フォーチュン（SS、FL）; ピート・コージー（G）; レジー・ルーカス（G）; ドミニク・ゴーモン（G）; マイケル・ヘンダーソン（EL-B）; アル・フォスター（D）; ジェームズ・エムトゥーメ・フォアマン（CGA、PERC）

- 1974年11月6日 マイルス・デイヴィス（TPT、ORG）; ソニー・フォーチュン（SS、TS、FL）; ピート・コージー（G、D、PERC）; レジー・ルーカス（G）; ドミニク・ゴーモン（G）; マイケル・ヘンダーソン（EL-B）; アル・フォスター（D）; ジェームズ・エムトゥーメ・フォアマン（CGA、PERC）

- 1975年5月5日 マイルス・デイヴィス（TPT、ORG）; サム・モリソン（TS）; ピート・コージー（G、PERC）; レジー・ルーカス（G）; マイケル・ヘンダーソン（EL-B）; アル・フォスター（D）; ジェームズ・エムトゥーメ・フォアマン（CGA、PERC）